# 염교
염교는 중국이 원산지인 부추속 식물이다. 일본어 랏쿄(辣韮)를 음차한 락교로 부른다.

## 사진 갤러리

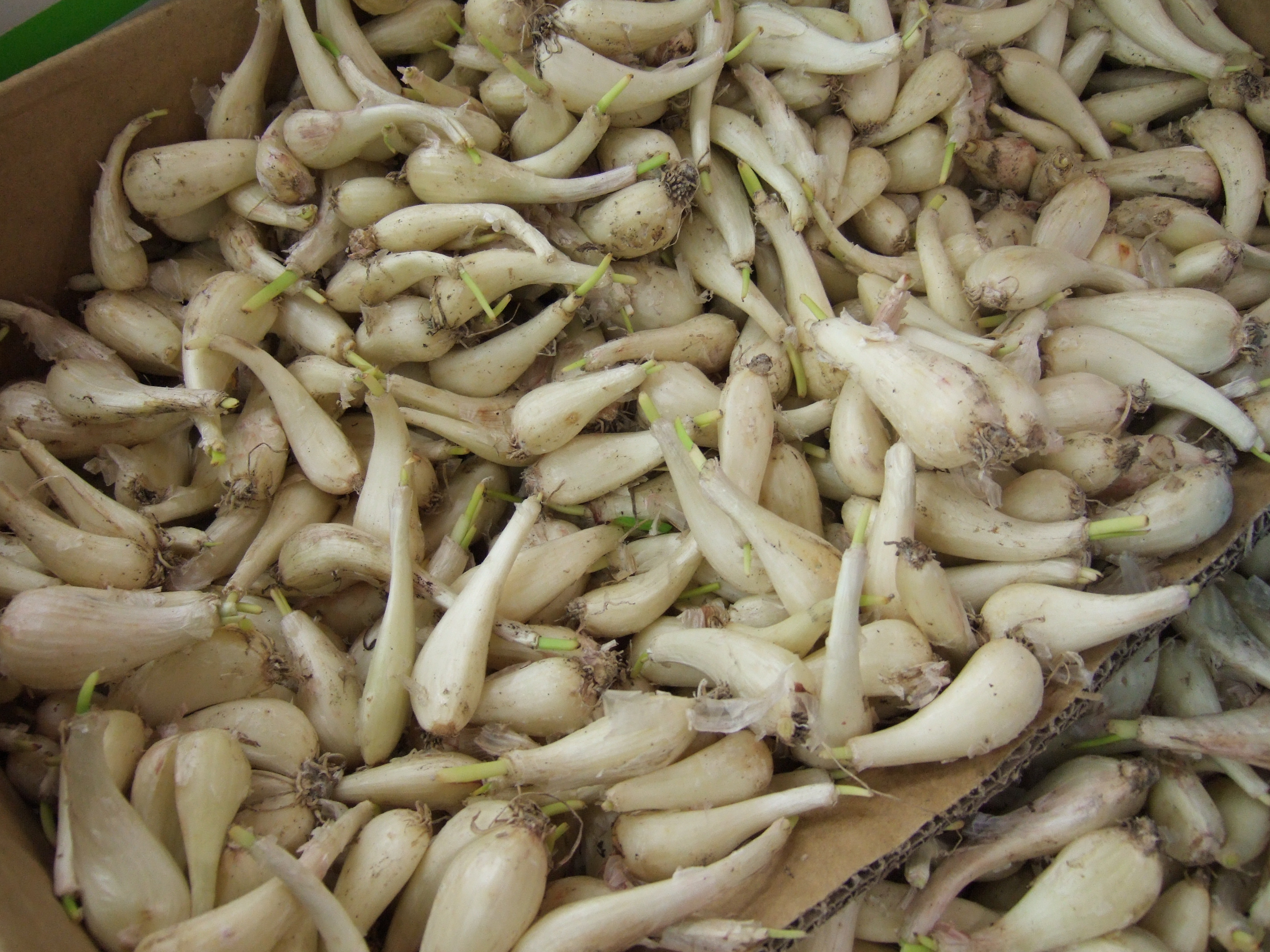
염교 비늘줄기